# Planell del Fenàs
El Planell del Fenàs, és una plana agrícola del terme municipal de Castell de Mur, a l'antic terme de Mur, al Pallars Jussà, en territori de l'antic poble de Puigmaçana.
Es troba a prop de l'extrem nord-oriental de l'antic terme de Mur, al límit amb el terme de Tremp. És situat a ponent de Puigmaçana, a migdia i a prop del Serrat de Cabicerans, a l'esquerra de la llau de Josepet i a la dreta del barranc del Coscollar. Queda al nord-oest del paratge de Ço de Jofré.